# Falmouth (Giamaica)
Falmouth è un comune della Giamaica, situato nella parrocchia di Trelawny, della quale è il capoluogo.